# 延边大学
延边大学（中国朝鲜语：／ Yŏnbyŏn Daehak），简称延大，是位于中华人民共和国吉林省延边朝鲜族自治州延吉市具有鲜明民族特色的地方综合性大学，为211工程高校，世界一流大学和一流学科建设（简称“双一流”）的一流学科建设高校。2001年被中华人民共和国教育部确定为中西部开发重点建设院校，2005年被确定为吉林省政府和教育部共同重点支持建设大学。
延边大学成立于1949年3月20日。校训是求真、至善、融合。“求真”即指崇尚学术，追求真理。“至善”即指完善人格，造福人类。“融合”即指多元共存，融汇创新。学校现设有包括朝汉文学院、师范学院、经济管理学院、法学院、体育学院、外国语学院、艺术学院、理学院、工学院、农学院、医学院、药学院、护理学院、中医学院、艺术学院、美术学院、人文社会科学学院、科学技术学院、成人教育学院、地理与海洋科学学院在内21个学院及少数民族预科班，2012年在校生达到2万3000余人，其中留学生500多人，分别来自来自韩国、日本和美国等30多个国家和地区。

## 历史

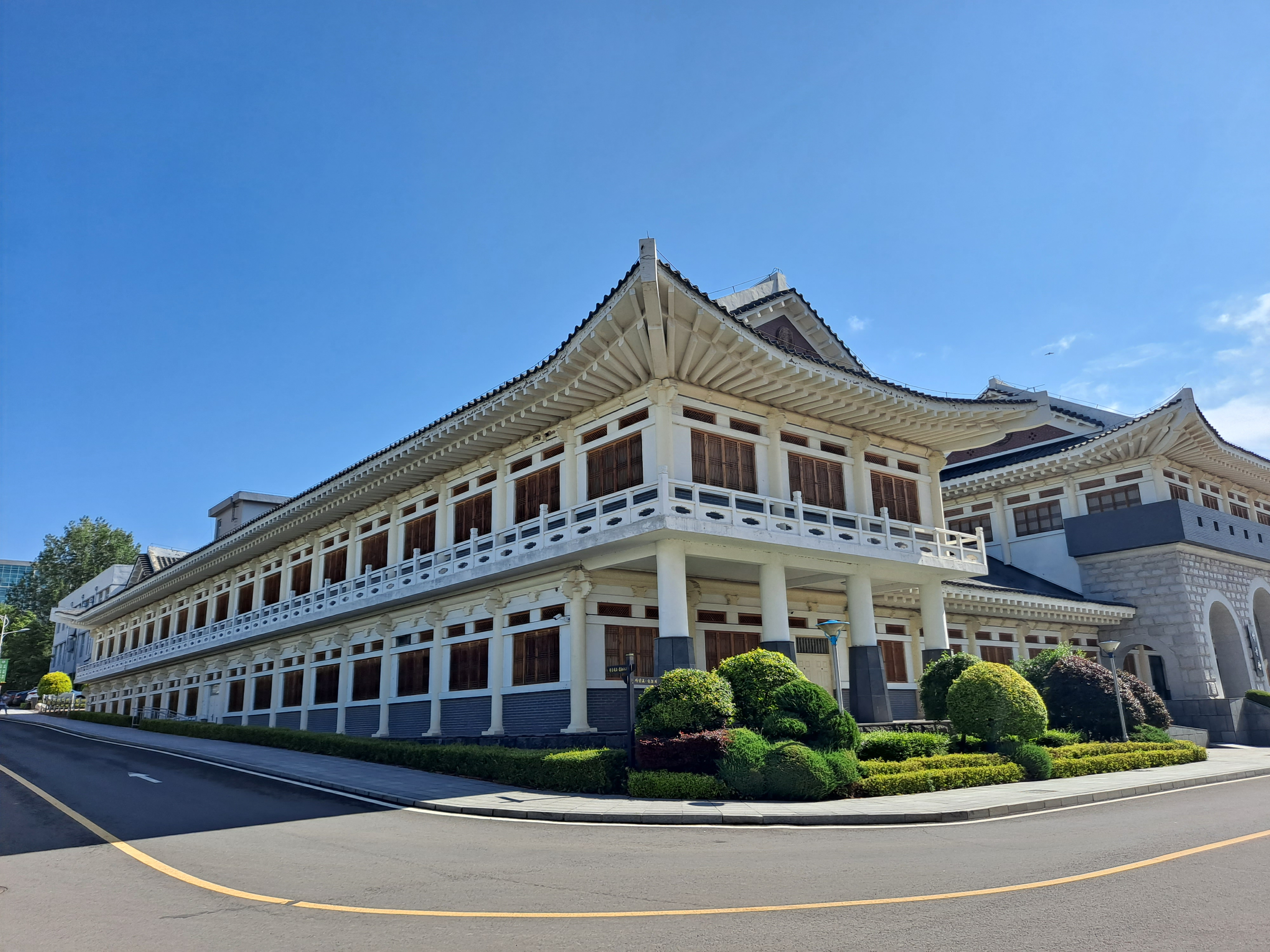
延边大学博物馆

第二次国共内战时期，解放区吉林省政府为了培养朝鲜族干部、教师和技术人才开始筹建正规的高等学院。1948年1月，延边专员公署专员林春秋制定了建立民族大学的方案，并在同年11月的解放区吉林省民族工作座谈会上提出。12月，中共延边地委在中共吉林省委和中共东北局的同意，成立了朝鲜民族大学筹备委员会。1949年3月20日，延边大学正式成立，是中国大陸第一所民族大学。中共延边地委书记朱德海兼任校长:339。1957年9月之前，延边大学曾隶属于国务院高教部，之后划归吉林省所属:352。学校成立之初设有文学部、医学部和农业专科。这些部门后经院系调整发展成为师范学院、医学院和农学院。1958年8月，医学院、农学院和工学院被从延大分离出来，成立独立的延边医学院、延边农学院和延边工学院:353。1959年3月，延边工学院又被回并到延边大学。1960年开始，延大开始有计划地招收汉族和其它少数民族:353。
文化大革命时期，朝鲜族教育体系遭到严重破坏，被诬陷成“修正主义”、“地方民族主义”。延边医学院和延边农学院被改为专科学校。延边农学院1/3的教职工被戴上“反革命”和“特务”的帽子。延边大学20%的教职工被以“走资派”、“反革命修正主义分子”、“牛鬼蛇神”各种罪名批斗。1970年，延边大学、延边医学院和延边农学院三所高校的教职工人数减少到250名，仅占1966年教职工总数的23.7%。朝鲜语也被批判为“无用”的“四旧”:346。粉碎“四人帮”和拨乱反正后，延边大学进入了新的发展阶段:347。

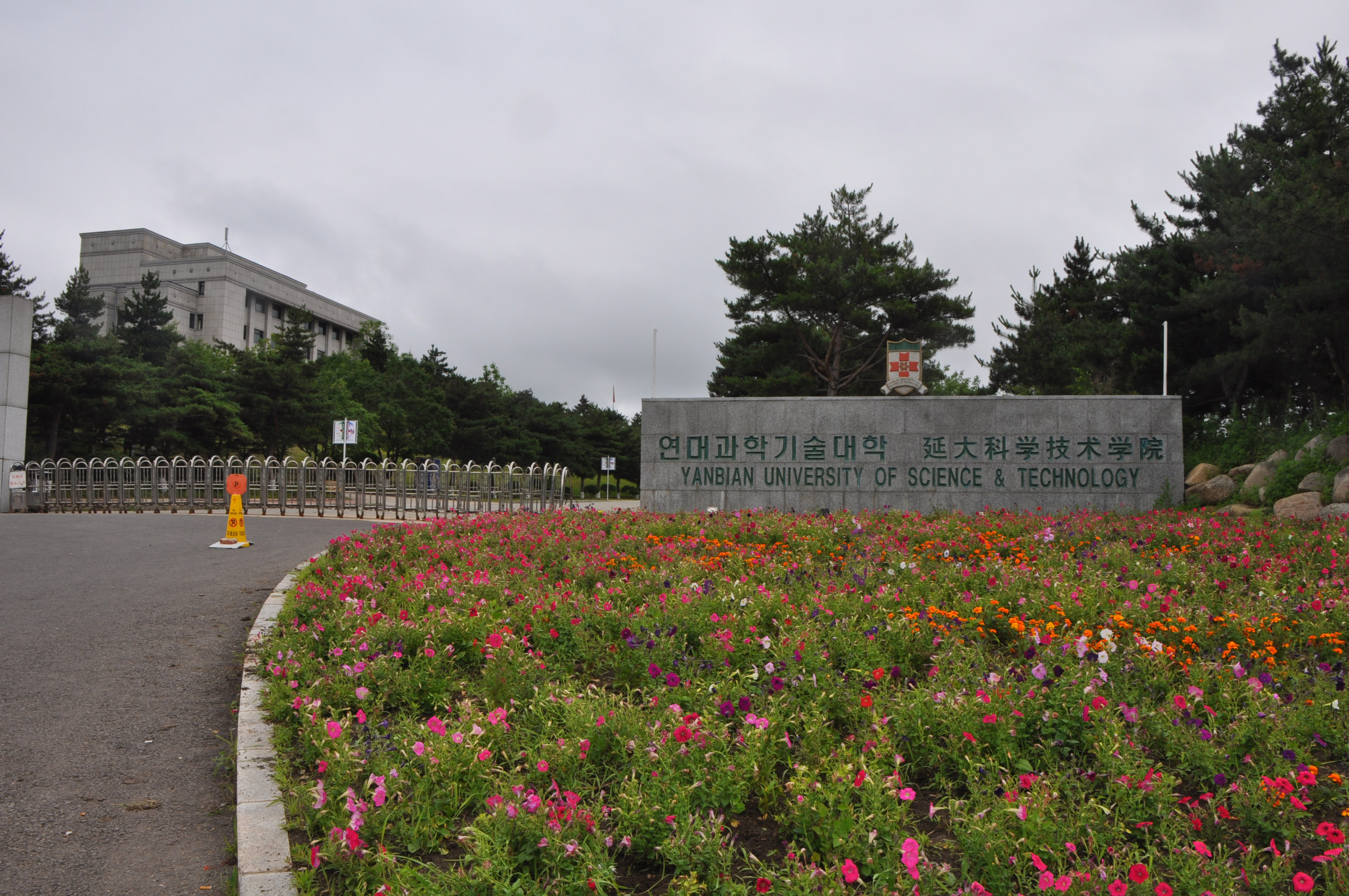
延边大学科学技术学院

改革开放以来，延边大学扩大了学校规模，调整了专业设置，加强了对理工科专业的发展，开始培养硕士和博士生，并加强与国内外院校的学术交流:353-354。1995年，延边大学被吉林省列为省重点综合性大学。1996年，经原国家教委批准，原延边大学、延边医学院、延边农学院、延边师范高等专科学校、吉林艺术学院延边分院和中外合作办学机构—延边科技大学合并组建成目前新的延边大学。在被确定为国家“211工程”重点建设大学后，延大于2001年被教育部确定为中西部开发重点建设院校，2005年被确定为吉林省政府和教育部共同重点支持建设大学:353-354；2017年其外国语言文学学科进入世界一流大学和一流学科建设（简称“双一流”）建设学科名单。
目前，延边大学共设有21个学院，74个本科专业，6个一级博士学位授权学科（含50多个二级博士学位授权点），24个一级硕士学位授权学科（含149个二级硕士学位授权点），11个专业硕士学位授权点，4个博士后科研流动站，拥有1个国家级重点学科、12个省级优势特色重点建设学科。

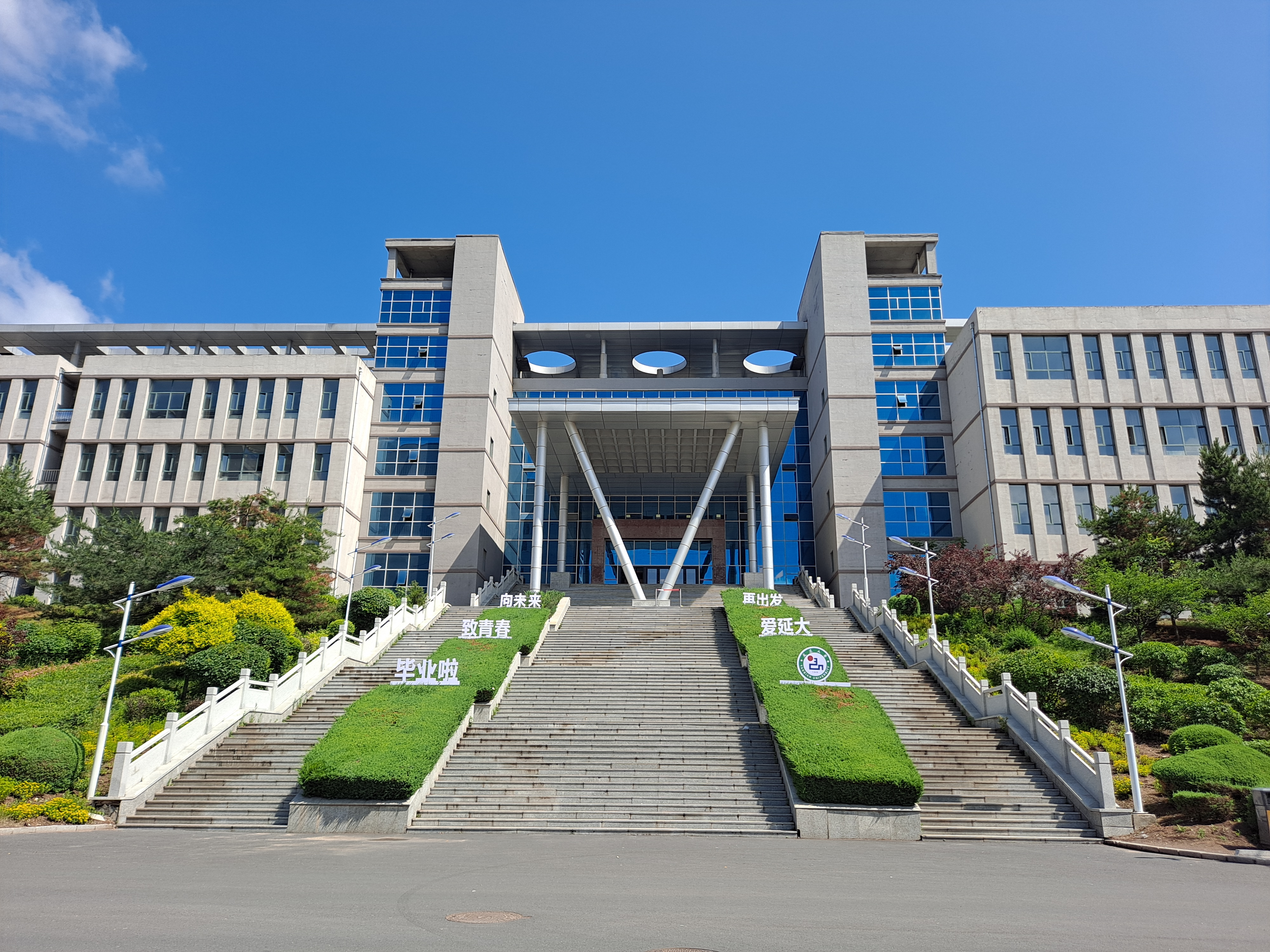
延边大学勤学楼

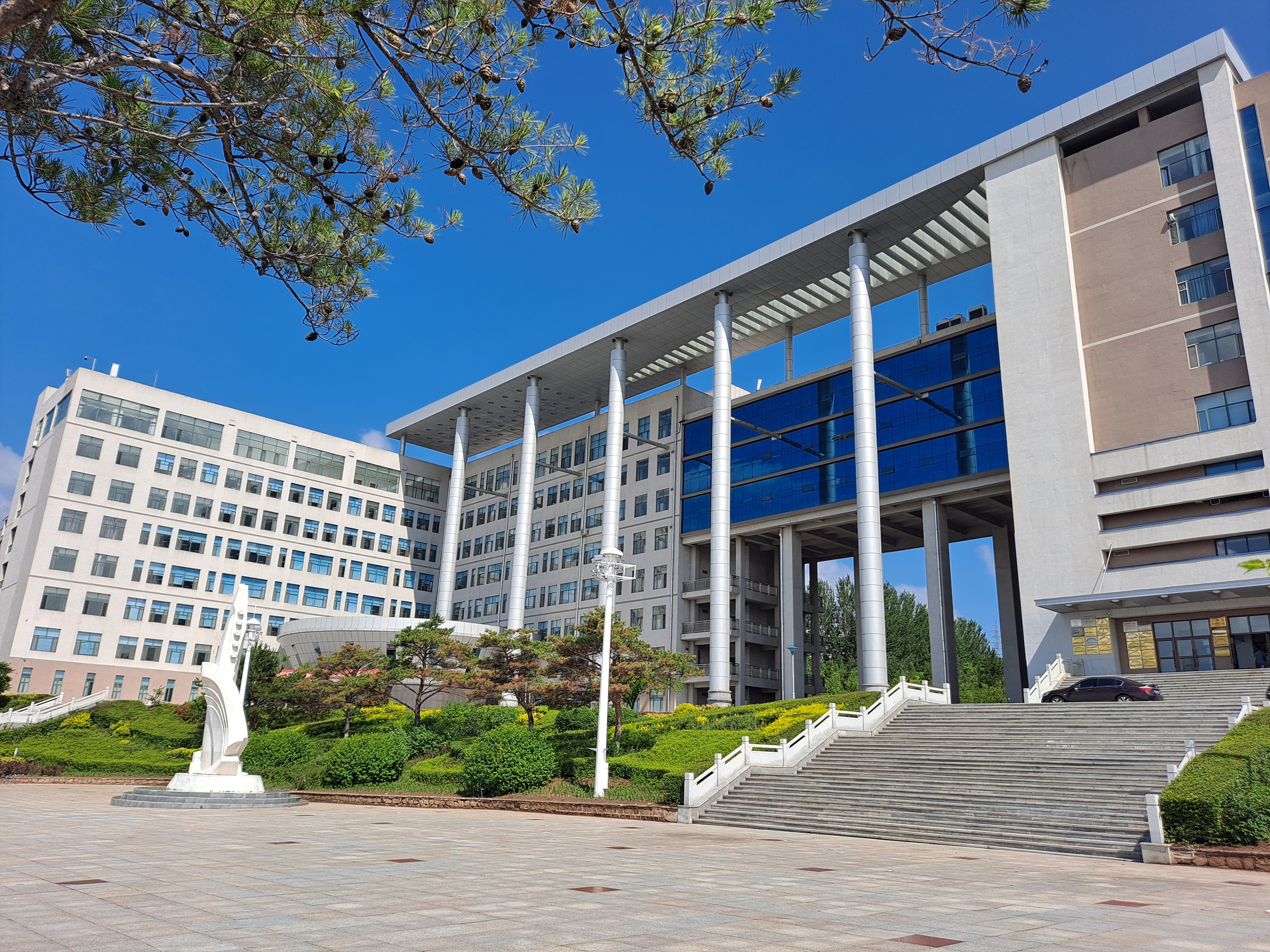
延边大学图书馆

## 著名校友
- 張德江：第十八屆中共中央政治局常委，第十二届全國人大常委会委员长。曾擔任過吉林、浙江、廣東、重慶等行政區的黨委書記。
- 全哲洙：延邊大學數學系畢業，現任中華全國總工會書記
- 李德洙：原中共中央統戰部副部长，國家民族事務委員會主任
- 金熙德：原中國社會科學院日本研究所副所長
- 金寧一：中國工程院院士，973計劃首席科学家、863計劃主題專家
- 马琰铭：物理学家，中国科学院院士
- 熊仁根：化学家，中国科学院院士
- 阿里郎组合：男子音樂组合
- 金美兒：女歌手，星光大道2008年度總冠军
- 金貴晟：男歌手，舞蹈系本科班（2008年畢業），2010年以偶像團體“亞帥公爵”（又名“GIP男團”）主唱出道，2013年参加湖南衛视《中国最强音》並獲得全國年度第七名而備受關注，2014年演唱電視劇《爱情公寓4》插曲《虹之間》而家喻户曉。

## 歷任領導

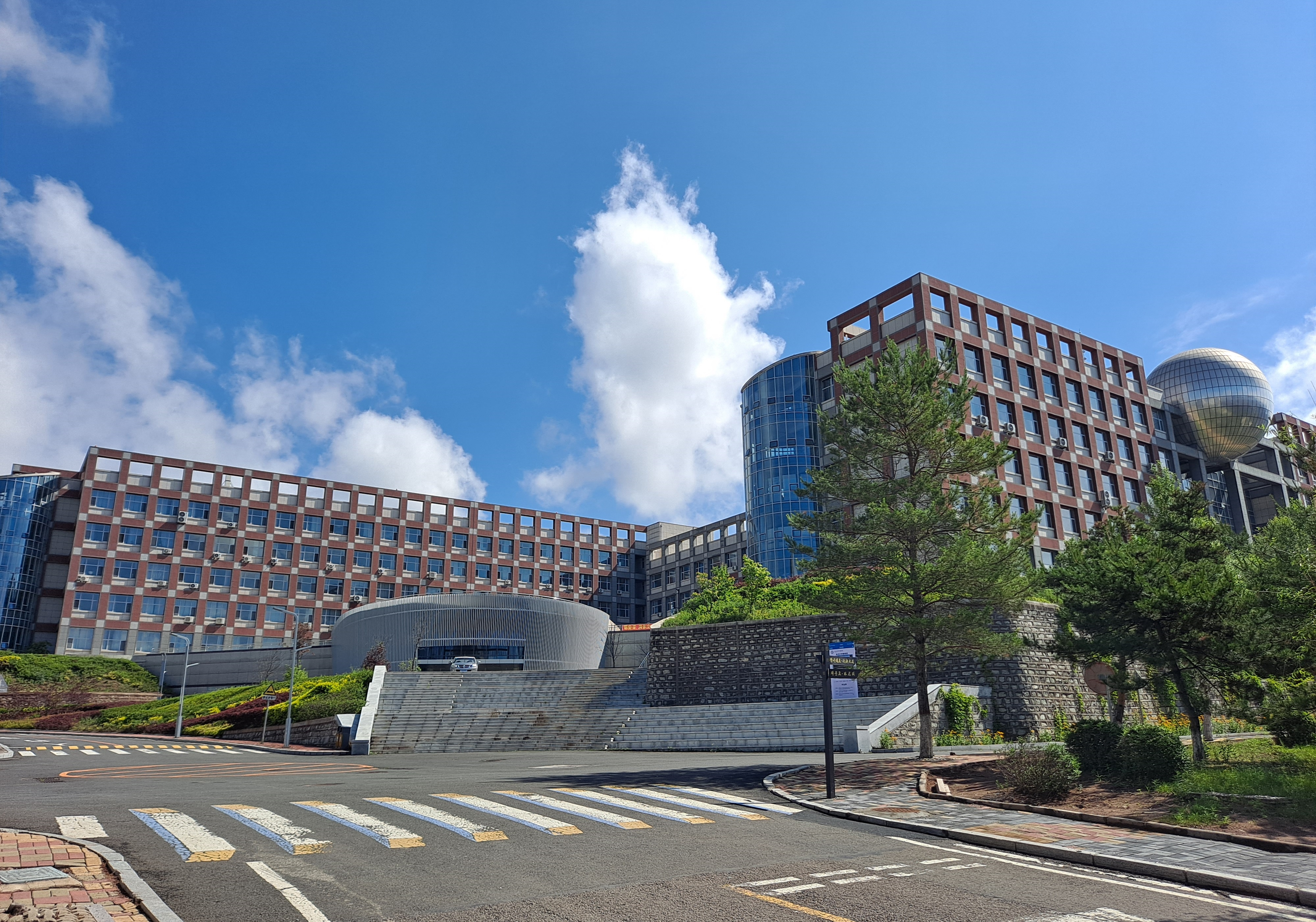
延大理学院

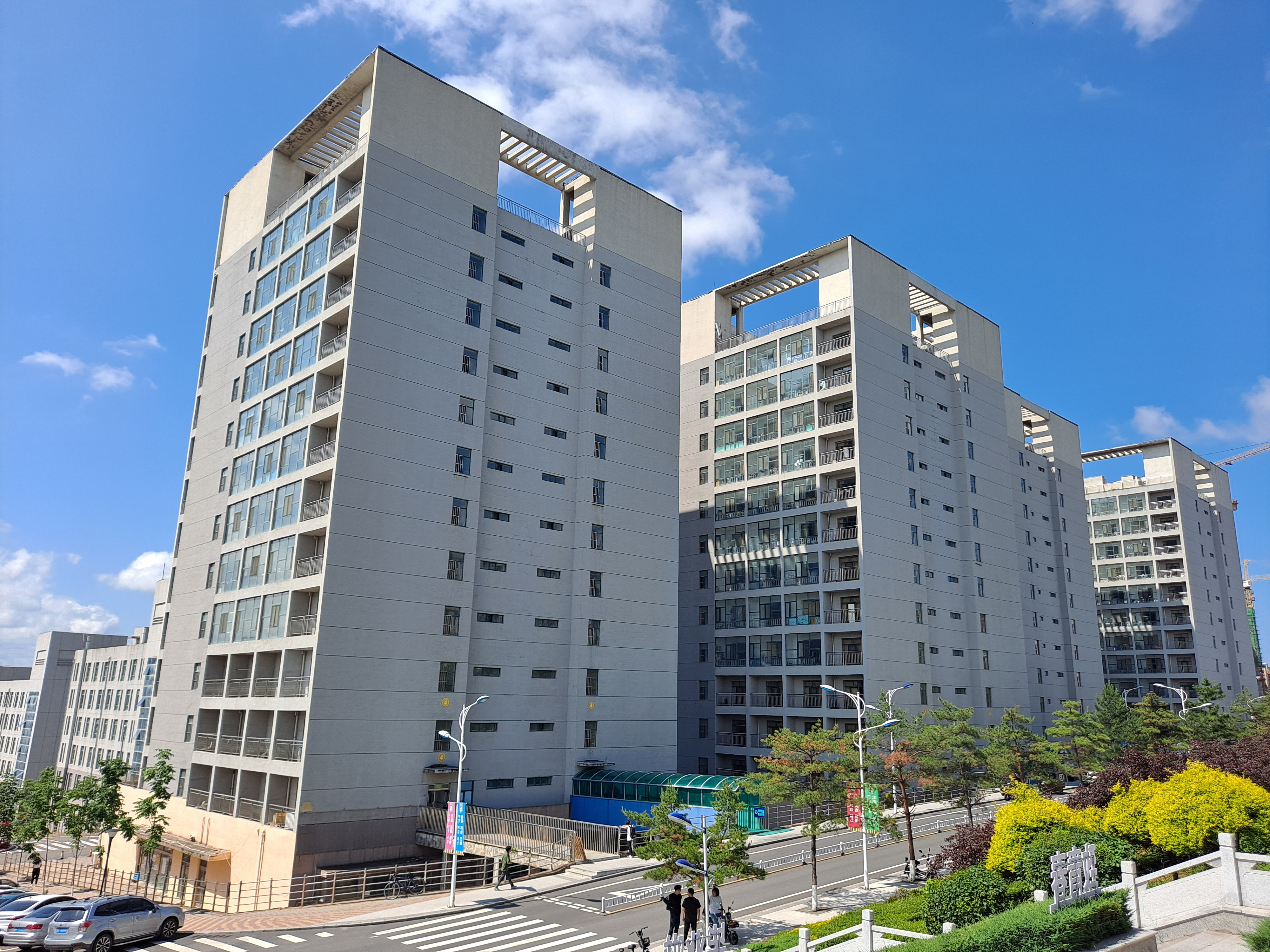
延大研究生宿舍

- 朱德海 1949.3 ~1972 延邊大學校長
- 林民鎬 1949.3 ~1970.7 延邊大學黨總支書記第一副校長
- 裴克 1956.3 ~1981.1 延邊大學副校長第一副院長
- 金文寶 1955.12~1963.7 延邊大學黨委書記
- 朴奎燦 1958.9 ~1982.2 延邊大學黨委書記校長
- 李羲一 1963.7 ~1983.11 延邊大學黨委書記
- 盧基舜 1948.10 ~1957.6 延邊醫科專科學校、校長，延邊大學醫療系主任。
- 朴景漢 1949.4 ~1985.10 延邊大學農學部長延邊大學農學院副院長、院長。
- 朴文一 1979.7 ~1998.10 延邊大學黨委副書記、書記、校長。
- 申鉉武 1986.12 ~1992.6 延邊大學黨委書記
- 孫東植 1998.10 ~2003.1 延邊大學校長
- 金熙政 1996.6 ~2006.10 延邊大學黨委書記
- 金柄泯 2003.1 ~2012.6  延邊大學校長
- 李勇 2006.10 ~2011.12 延邊大學黨委書記
- 朴永浩 2012.6 ~2017.1 延邊大學校長

- 金雄 2011.12 ~2017.11 延邊大學黨委書記
  - 2017.11 ~2023.1 延邊大學校長

- 千海兰 2017.11 ~ 2021.6 延邊大學黨委書記
- 梁仁哲 2021.6 ~ 2023.5 延邊大學黨委書記
- 蔡红星 2023.1 ~2024年11月26日 延邊大學校長
- 冯涛 2023.5 ~2025年3月7日 ~ 延邊大學黨委書記
- 杜锐 2024.12 ~2025年3月7日 ~  延邊大學黨委副書記，校長
- 杜锐  2025年3月7日 ~ 延邊大學黨委書記